# Edificio AMP
L'Edificio AMP (in inglese: AMP Building) è un grattacielo di Sydney in Australia.

## Storia
L'edificio venne fatto costruire dalla AMP Society, che ne annunciò la costruzione nel 1958. Alla sua inaugurazione, avvenuta il 23 novembre 1962 alla presenza del primo ministro Robert Menzies, era l'edificio più alto d'Australia.

## Descrizione
L'edificio sorge nel CBD di Sydney e presenta un'altezza di 114 metri.

## Galleria d'immagini

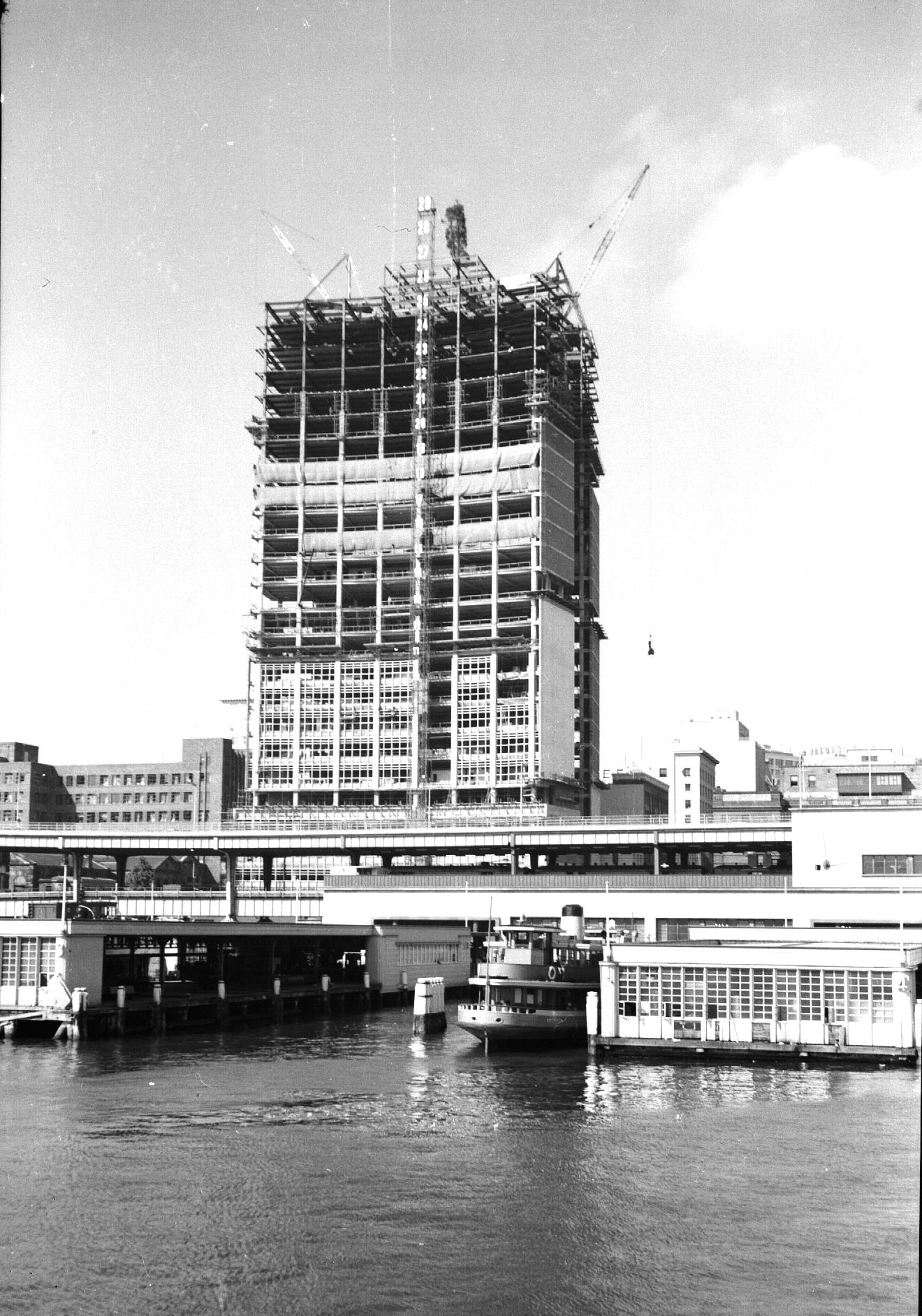
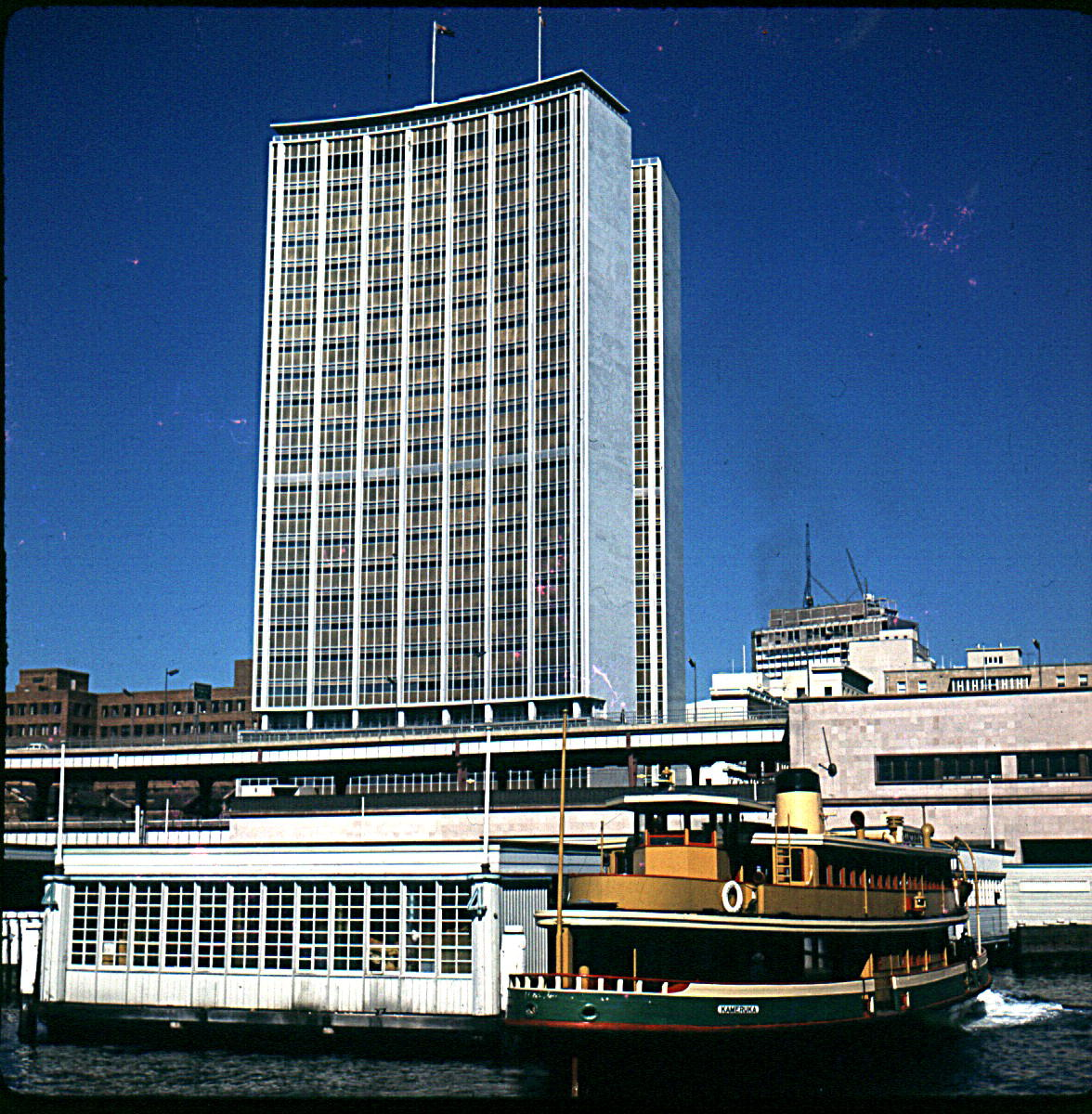
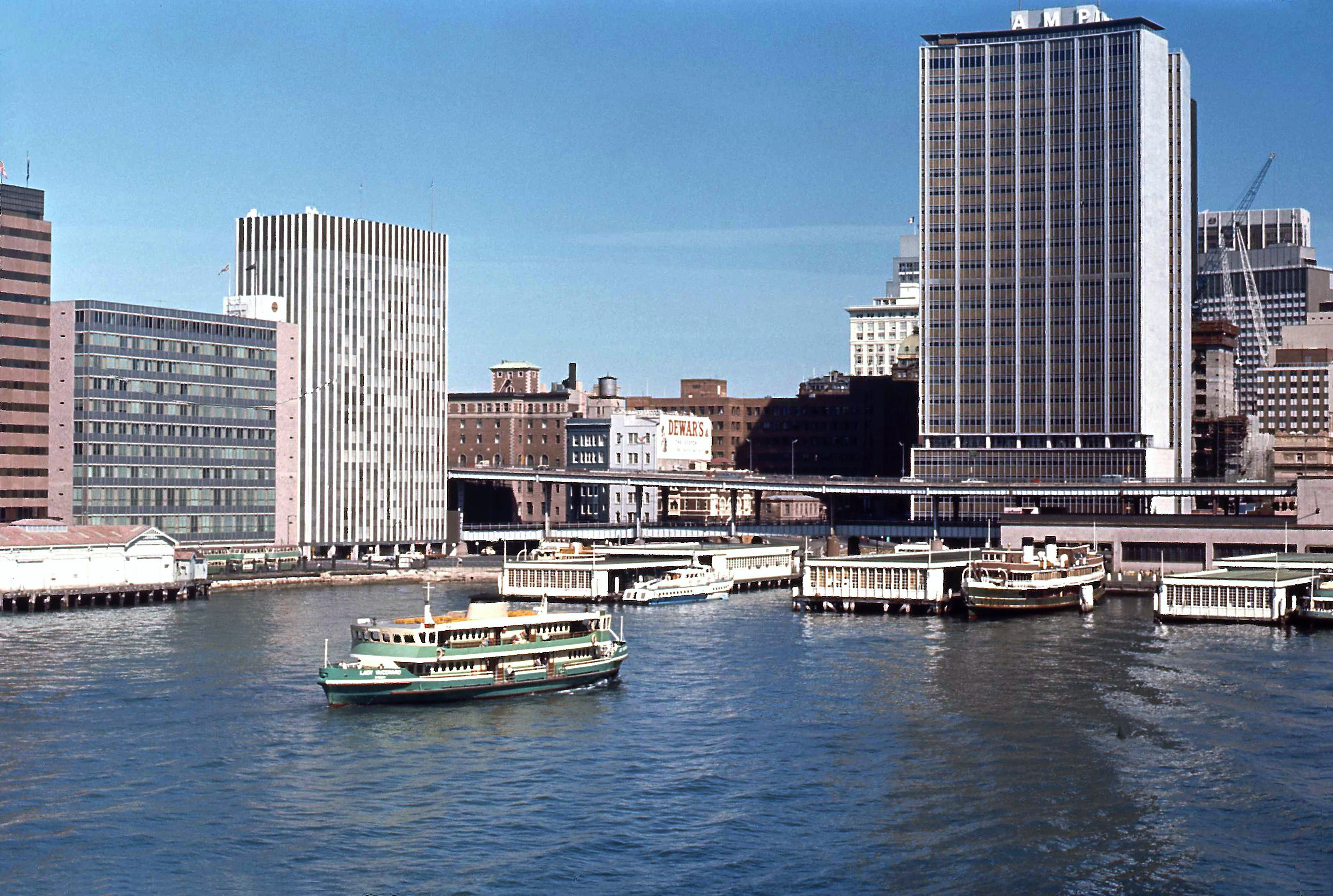